# The Valachi Papers (libro)
The Valachi Papers es una biografía de 1968 escrita por Peter Maas que cuenta la historia del exmiembro de la Mafia Joe Valachi, un miembro de bajo rango de la familia criminal Genovese de Nueva York, quien fue el primer testigo a favor del gobierno que formó parte de la misma mafia estadounidense. Su versión del pasado criminal reveló varios detalles desconocidos hasta entonces de la Mafia. El libro fue adaptado a una película en 1972 llamada también The Valachi Papers, protagonizada por Charles Bronson como Valachi.

## Sinopsis
En octubre de 19634, Valachi testificó ante el comité congresal en crimen organizado presidido por el senador John L. McClellan, el Subcomité Permanente de Investigaciones del Comité de Operaciones del Gobierno del Senado. Dio al público estadounidense una versión de primera mano de las actividades de la Mafia en los Estados Unidos.
En 1964, el Departamento de Justicia hizo que Valachi escribiera la historia personal de su carrera en el bajo mundo. Aunque se esperaba que Valachi sólo completara los vaciós de su interrogatorio, la historia resultante de su carrera criminal de treinta años fue un manuscrito diverso titulado The Real Thing (en español: "Lo verdadero").
El fiscal general Nicholas Katzenbach autorizó la publicación del manuscrito de Valachi. Esperaba que dicha publicación podría ayudar a la aplicación de la ley y que podría alentar a otros informantes a aparecer. El autor Peter Maas, quien publicó la historia de Valachi en  The Saturday Evening Post, fue asignado al trabajo de editar el manuscrito y se le permitió entrevistar a Valachi en su celda en Washington D. C..
La American Italian Anti-Defamation League (en español:"Liga ítalo estadounidense contra la difamación") promovió una campaña nacional contra el libro sobre la base de que reforzaría estereotipos étnicos negativos. Si la publicación del libro no era detenida, ellos apelarían directamente a la Casa Blanca. Katzenbach dio marcha atrás en su decisión de publicar el libro luego de una reunión con el presidente Lyndon B. Johnson, una acción que avergonzó al Departamento de Justicia.
En mayo de 1966, Katzenbach solicitó a una corte de distrito detener a Maas de publicar el libro (la primera vez que un Fiscal General de los Estados Unidos intentó censurar un libro). Maas no fue permitido de publicar su edición de las memorias originales de Valachi, pero fue permitido de publicar una historia en tercera persona basada en las entrevistas que él mismo tuvo con Valachi. Estas formaron la base del libro The Valachi Papers, que fue publicado en 1968 por Putnam.